# Kunda (Viru-Nigula)
Kunda ist eine Stadt in der Landgemeinde Viru-Nigula an der Nordküste von Estland an dem gleichnamigen Fluss. Im Westen befindet sich ein Sandsteinplateau (Maageranna).

## Geschichte
Es handelt sich um einen der wichtigsten Fundorte der nach diesem Ort benannten mittelsteinzeitlichen Kunda-Kultur um 7000 v. Chr. Der Fundplatz befindet sich auf dem Hügel Hiiemägi östlich des heutigen Stadtzentrums am Hügel Lammasmägi, der damals eine Binneninsel war.
Die erste urkundliche Erwähnung von Kunda erfolgte 1241. Bedeutung erlangte es durch den im 19. Jahrhundert erbauten Hafen von Kunda. Stadtrechte erhielt Kunda im Jahr 1938.
Bis zur Gebietsreform im Jahr 2017 war Kunda eine selbständige Gemeinde, seither gehört sie verwaltungstechnisch zu Viru-Nigula.
| Jahr      | 1959  | 1970  | 1979  | 1989  | 2009  | 2011  | 2017  | 2018  |
| --------- | ----- | ----- | ----- | ----- | ----- | ----- | ----- | ----- |
| Einwohner | 3.776 | 5.226 | 4.828 | 5.037 | 3.789 | 3.422 | 3.059 | 3.034 |

## Wappen
Das Wappen der Stadt zeigt drei Harpunen der Fischer der Kunda-Kultur in einem stilisierten See.

## Kultur und Sehenswürdigkeiten

### Bauwerke

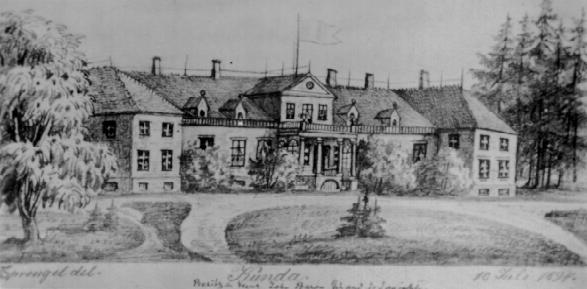
Gut Kunda, 1894, Bleistiftzeichnung von Theodor Albert Sprengel

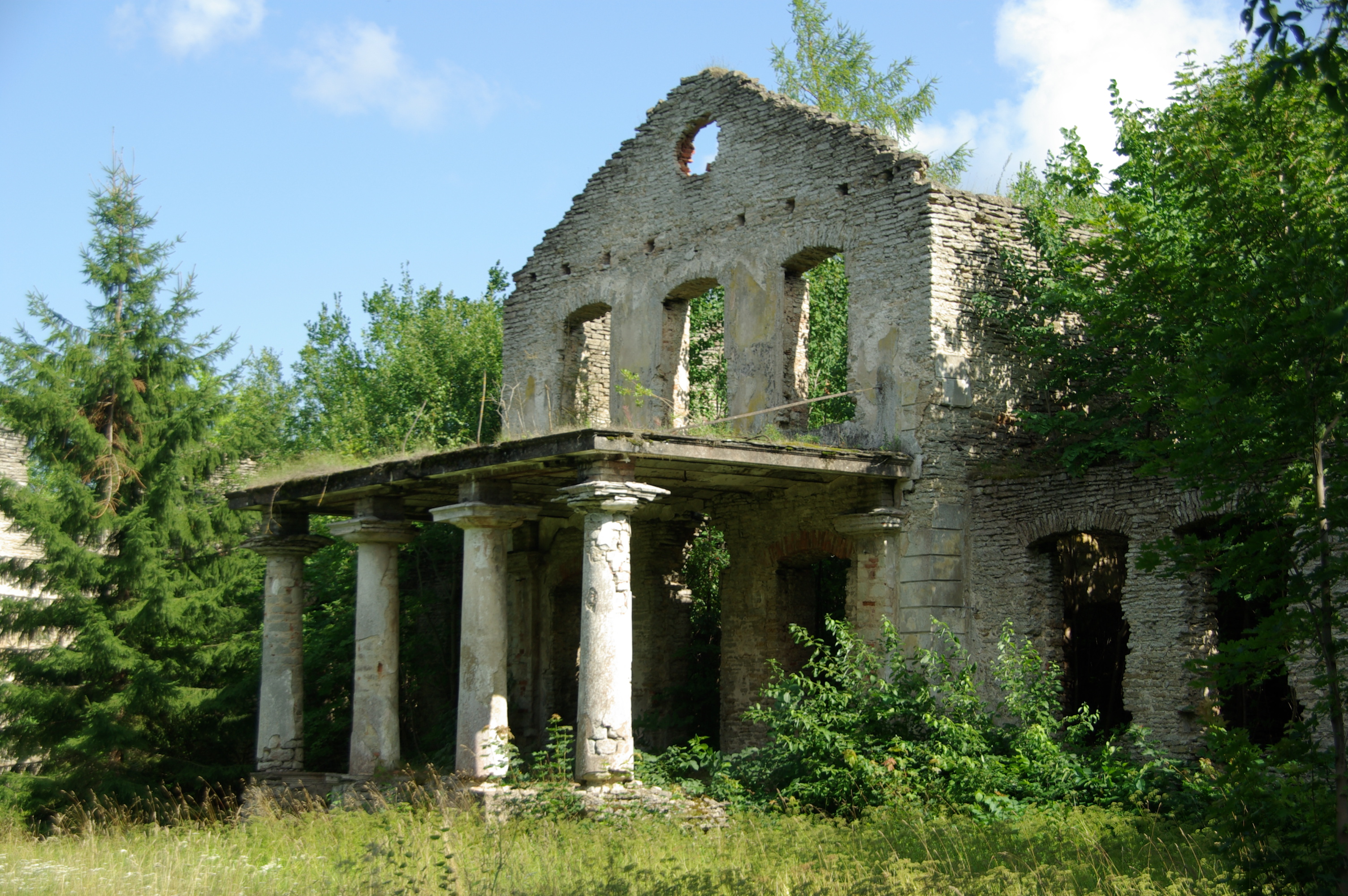
Gut Kunda, 2011

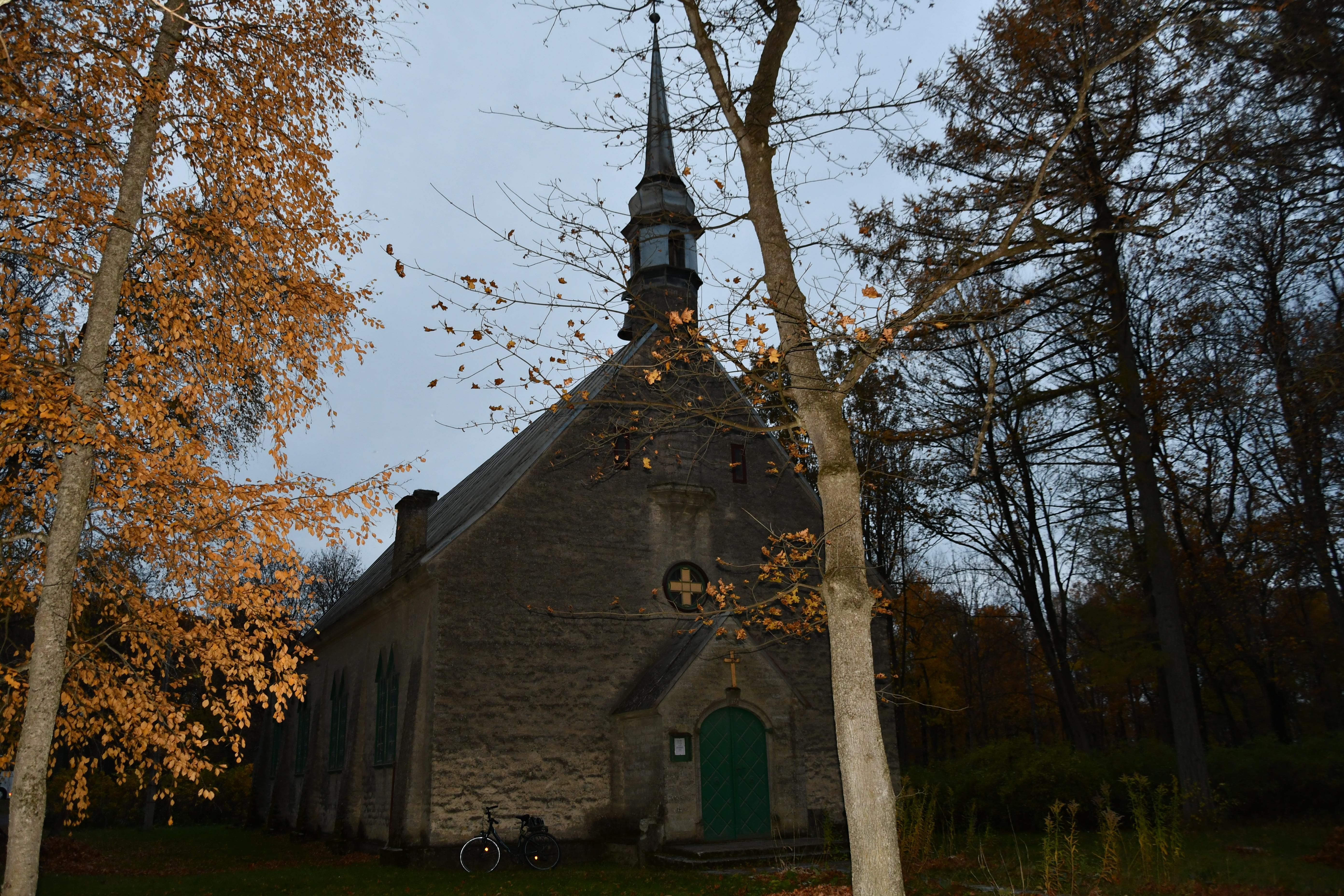
Evangelische Dreifaltigkeitskirche

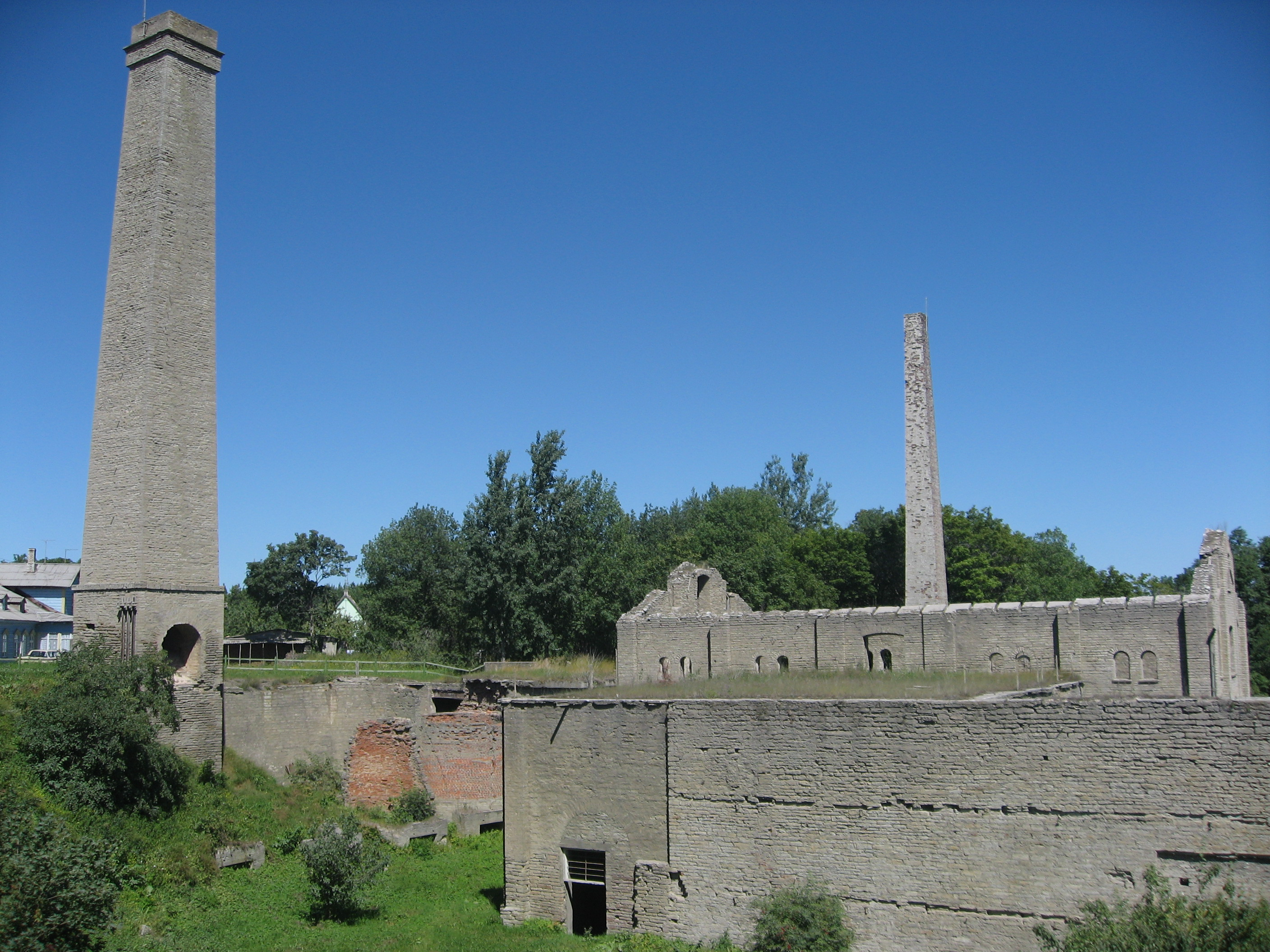
Alte Zementfabrik in Kunda

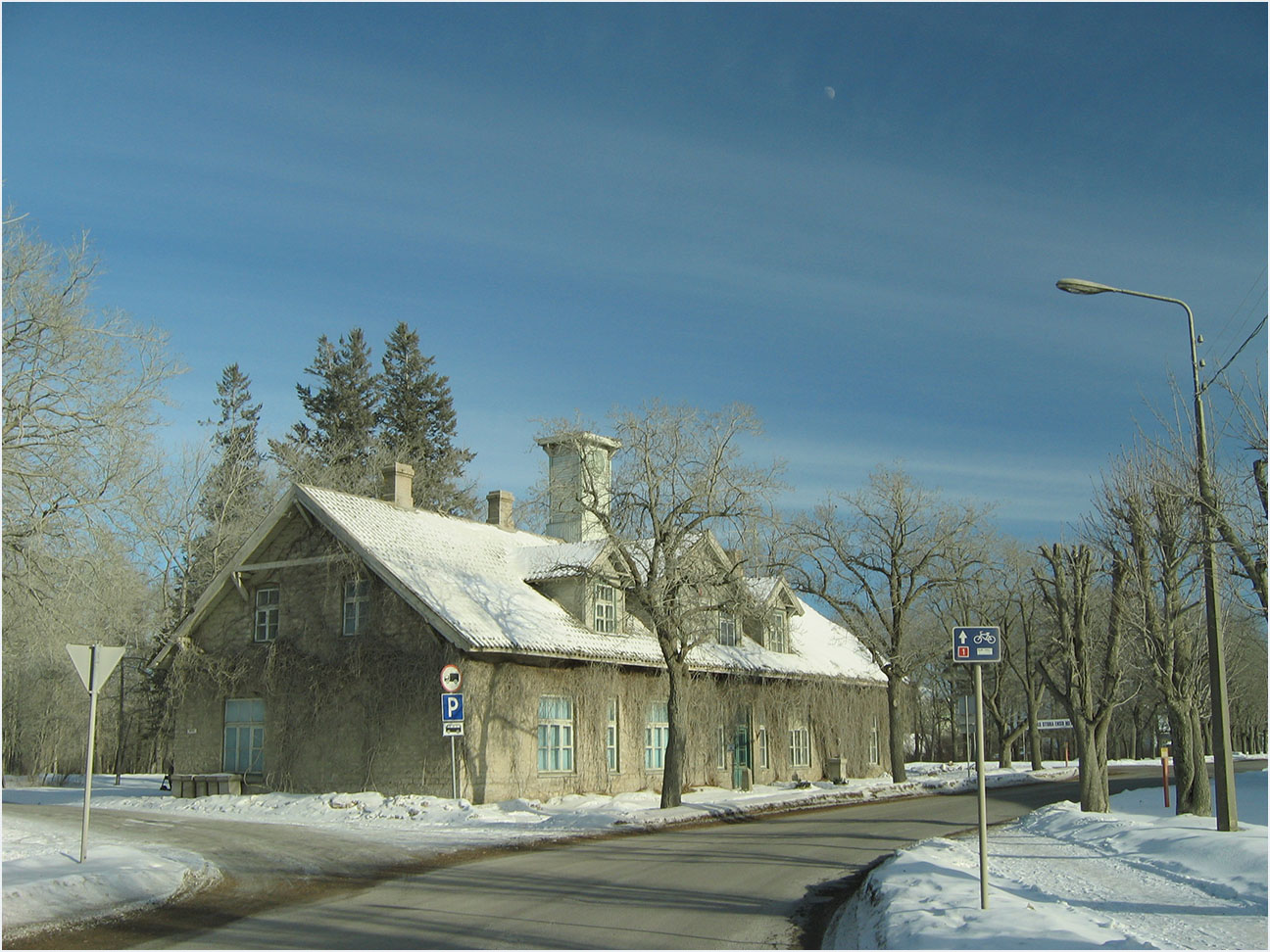
Zementmuseum

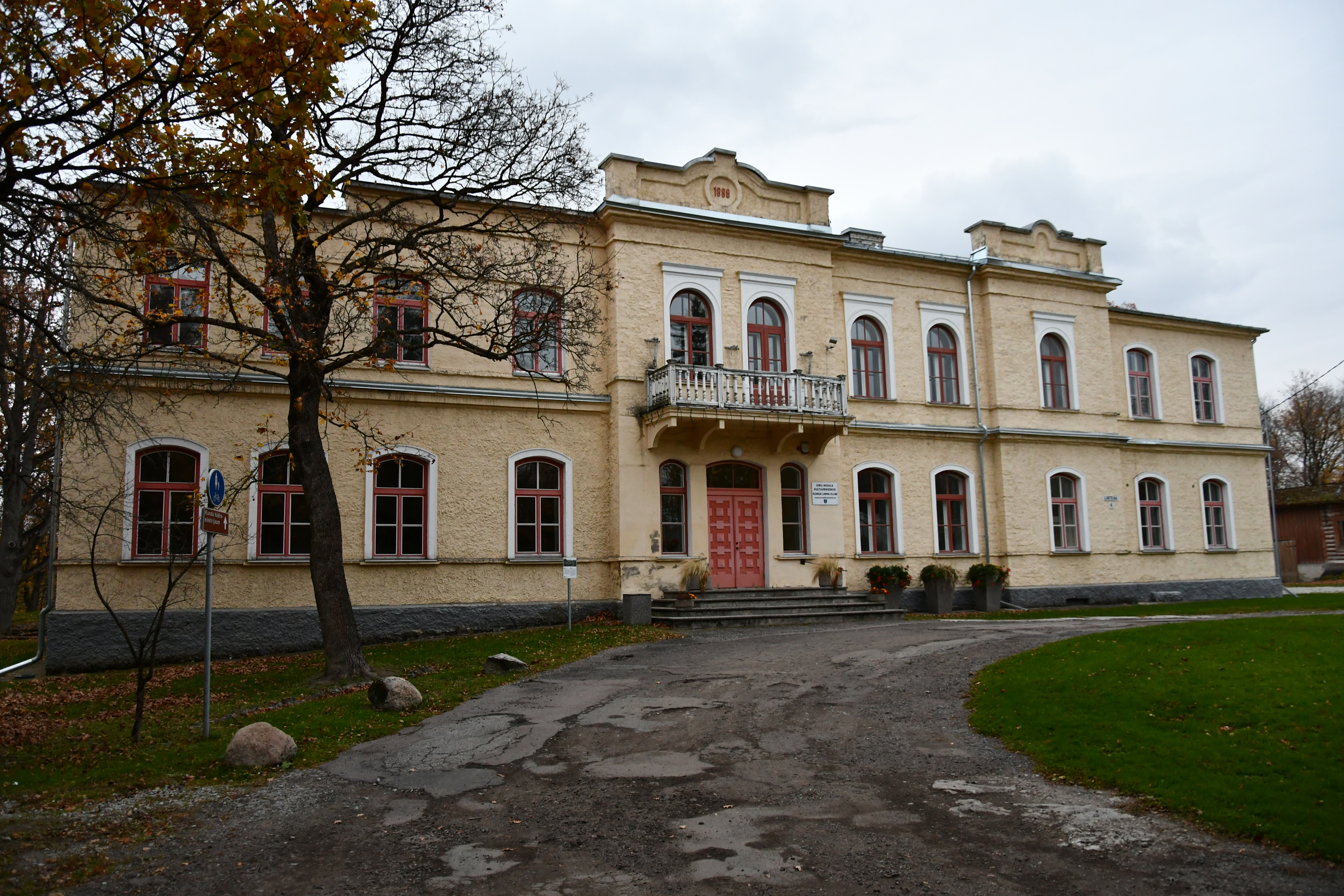
Verwaltungsgebäude der Zementfabrik

- Der Gutshof Kunda stand im Besitz der Familie Müller a.d.H. Kunda. Um 1639 diente der Hof zur Unterbringung einer 126 Mitglieder zählenden Holstein-Gottorfer Gesandtschaft, darunter Philipp Crusius, Otto Brüggemann und Adam Olearius, auf dem Weg nach Moskau und Persien. Das klassizistische Herrenhaus des Guts ist nach seiner Zerstörung 1941 als Ruine erhalten.
- Die Evangelische Dreifaltigkeitskirche wurde 1927 von dem deutschbaltischen Architekten Ernst Gustav Kühnert (1885–1961) aus Tallinn errichtet.
- Das Kunda Zementmuseum befindet sich seit 1967 in einem 1898 erbauten Bürogebäude der ehemaligen Zementfabrik Kunda.
- Das ehemalige Verwaltungsgebäude der Zementfabrik wurde 1888 errichtet.
- Das Gebäude des Bahnhofs wurde in den 1930er Jahren erbaut und steht unter Denkmalschutz.[2]

## Wirtschaft und Infrastruktur

### Wirtschaft
Seit über 100 Jahren wird in Kunda Zement hergestellt. Außerdem gibt es eine Zellstofffabrik und ein Wasserkraftwerk.

### Verkehr
Kunda verfügt über einen für seine Wirtschaft wichtigen Hafen, der eine garantierte Tiefe von bis zu 9,5 m bietet. Frachtschiffe mit bis zu 8000 Tonnen Tragfähigkeit können hier anlegen. Die wichtigsten Umschlaggüter sind Holz, Zellstoff und weitere Holzprodukte sowie Zement und verwandtes Material.

### Ansässige Unternehmen
- Heidelberg Materials Kunda (Zementfabrik)
- Heinzel Group (Zellstofffabrik)

## Städtepartnerschaften
- Seinäjoki, Finnland
- Söderhamn, Schweden
- Gdynia, Polen
- Brocēni, Lettland

## Söhne und Töchter der Stadt
- Oskar Lieven (1852–1912), russischer Chemiker und Unternehmer, lebte von 1876 bis 1895 (mit kurzer Unterbrechung) in Kunda
- Michael Wittlich (1866–1933), estnischer Chemiker
- Ernst Öpik (1893–1985), Astronom
- Knudåge Riisager (1897–1974), dänischer Komponist
- Eeri Raam (* 1946), Radrennfahrer